# Karl Meltz
Karl Meltz (* 16. Oktober 1878 in Krakow am See; † 28. November 1929 in Neubrandenburg) war ein deutscher Jurist und Politiker.

## Leben
Meltz wuchs in Neubrandenburg auf und studierte Rechtswissenschaft an den Universitäten Göttingen, Berlin, Heidelberg und Rostock. Seit 1900 gehörte er dem Akademischen Gesangverein Redaria (seit 1920 Rostocker Burschenschaft Redaria) an. Er war nach dem Studium und der Promotion als Rechtsanwalt und Notar in Neubrandenburg tätig. 1919 wurde er für die DDP Abgeordneter der Verfassunggebenden Versammlung von Mecklenburg-Strelitz.